# كريس رايت (لاعب كرة سلة مواليد 1989)
كريس رايت (بالإنجليزية: Chris Wright)‏ مواليد 4 نوفمبر 1989 في باوي، هو لاعب كرة سلة أمريكي بدأ مسيرته الاحترافية في سنة 2011 يلعب مع فريق بالاكانسترو فاريزي في ليغا باسكيت الدرجة الأولى كلاعب هجوم خلفي ويحمل الرقم 11. يبلغ طوله 6 قدم 1 بوصة (1.9 م).

## فرق لعب لها
- دالاس مافيريكس
- أسفيل باسكت
- فيكتوريا يبرتاس بيزارو
- بالاكانسترو فاريزي

## إحصائيات المسيرة

### الموسم الاعتيادي
| السنة   | الفريق         | لعب | بدأ | دقيقة | ميداني% | ثلاثية | حرة  | ارتداد | صنع | استلاب | تصدي | نقطة |
| ------- | -------------- | --- | --- | ----- | ------- | ------ | ---- | ------ | --- | ------ | ---- | ---- |
| 2012–13 | دالاس مافيريكس | 3   | 0   | 1.3   | .500    | .000   | .000 | .0     | .0  | .0     | .0   | .7   |
| المسيرة |                | 3   | 0   | 1.3   | .500    | .000   | .000 | .0     | .0  | .0     | .0   | .7   |

## روابط خارجية
- كريس رايت على موقع إن بي أي (الإنجليزية)
- كريس رايت على موقع سبورتس رفرنس (الإنجليزية)
- كريس رايت على موقع كرة السلة الأوروبية.كوم (الإنجليزية)
- كريس رايت على موقع كلية كرة السلة في سبورتس رفرنس.كوم (الإنجليزية)
- كريس رايت على موقع ريلجم (الإنجليزية)
- كريس رايت على موقع بروبوليرز (الإنجليزية)
- كريس رايت على موقع سبورتس رفرنس (الإنجليزية)
- كريس رايت على موقع سبورتس رفرنس (الإنجليزية)